# Schüllar
Schüllar (mundartlich Schella) ist ein Stadtteil von Bad Berleburg im nordrhein-westfälischen Kreis Siegen-Wittgenstein.

## Geographie

### Lage
Schüllar liegt im Naturpark Sauerland-Rothaargebirge im Wittgensteiner Land. Es befindet sich am Unterlauf des Schüllarsbach, direkt oberhalb von dessen Mündung in die Odeborn. Hauptverkehrsweg ist die Bundesstraße 480. Auf Schüllarer Gemarkung liegt auch der Weiler Kühhude unmittelbar am Kamm der Rothaar.

### Nachbarorte
Zu den Nachbarortschaften gehören Girkhausen im Nordosten, Wunderthausen einiges entfernt im Ostnordosten, Wemlighausen direkt im Ostsüdosten und Bad Berleburg im Südsüdwesten.

## Geschichte
Erste gesicherte urkundliche Unterlagen nennen den Ort 1332 als Schoinlair. 1370 wird das Kirchspiel Schüllar verpfändet. 1570 erfolgt die Umpfarrung nach Berleburg. 1806 gehört der Ort zur Schulzerei Girkhausen. 1819 gründet sich der Schultheißenbezirk Schüllar-Astenberg mit den Ortschaften Wemlighausen, Homrighausen, Girkhausen, Wunderthausen, Diedenshausen, Langewiese, Astenberg und Mollseifen. 1845 erfolgt eine Umgliederung zum Amt Girkhausen.
Im frühen Mittelalter war Schüllar noch kein Dorf im eigentlichen Sinne, sondern bestand lediglich aus einem Kloster und dessen Nebengebäuden. Die Fundamente des eigentlichen Klosters befinden sich vermutlich unter einem in der Ortsmitte gelegenen Wohnhaus und stellen dessen Keller dar. Der ehemalige Standort der mittelalterlichen Kirche des Dorfes ist zwar unbekannt, aber geographische Forschungen in der Region haben ergeben, dass sich unter dem Teil von Schüllar, in dem der Standort der Kirche vermutet wird, mehrere Hohlräume befinden. Dies deutet auf ein System mehrerer Krypten hin, in welchen höhere Geistliche, zum Beispiel Äbte, bestattet wurden.
Der Ort wurde anlässlich der Gemeindegebietsreform nach den Bestimmungen des Sauerland-Paderborn-Gesetzes am 1. Januar 1975 nach Bad Berleburg eingemeindet.

### Einwohnerentwicklung
- 1900: 204 Einwohner
- 1961: 303 Einwohner[3]
- 1970: 305 Einwohner[3]
- 1974: 289 Einwohner[4]
- 2011: 235 Einwohner
- 2021: 219 Einwohner[1]

## Religion
Schüllar gehört zur Kirchengemeinde Bad Berleburg. Die evangelische Kirche konnte im Jahre 1907 feierlich eingeweiht werden. Die Ortschaften Schüllar und Wemlighausen teilen sich eine gemeinsame Kirche mit angrenzendem Pfarrhaus und Gemeindesaal. Das Besondere an dieser Kirche ist der Haupteingang, es gibt zwei. Je einen für die jeweilige Ortschaft.

## Bildung
Schüllar teilt sich eine Grundschule mit Wemlighausen, die von ca. 250 Schülern aus der Umgebung besucht wird.